# Rezerwat przyrody Jezioro Drużno

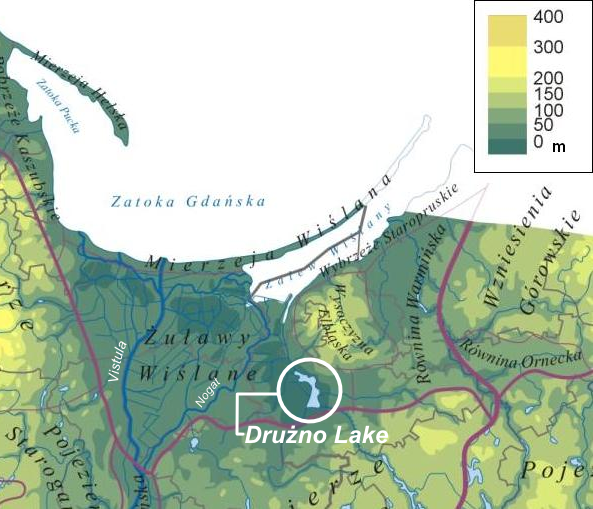
Jezioro Drużno

Rezerwat przyrody Jezioro Drużno – faunistyczny rezerwat przyrody utworzony na Żuławach Elbląskich w 1966 roku na terenie dwóch gmin: Elbląg i Markusy.
Powierzchnia rezerwatu: 3021,6 ha. Utworzony został w 1966 roku.
Rezerwat obejmuje akwen jeziora Druzno wraz z okolicznymi terenami roślinności szuwarowej, zarośli wierzbowych i lasu olsowego. Głównym celem ochrony jest zachowanie miejsc lęgowych ptactwa wodnego i błotnego oraz ze względów naukowych i dydaktycznych. Znajdują się tutaj 693 gatunki roślin naczyniowych i duża różnorodność fauny, zwłaszcza ptasiej. Dodatkowo obszar rezerwatu pokrywa się z obszarami Natura 2000 Jezioro Druzno (PLH280028) SOO oraz o większej powierzchni Jezioro Druzno (PLB280013) OSO.
W 2002 roku ze względu na bogactwo roślinne i bioróżnorodność został uznany międzynarodową formą ochrony i wpisany na listę ramsarską

## Nazewnictwo
Mimo że rezerwat został nazwany od jeziora Druzno, jego nazwa wykorzystuje błędną wersję nazwy jeziora – Drużno.